# Hermann Zimmermann
Hermann Zimmermann (Bad Langensalza, 17 de dezembro de 1845 — Berlim, 3 de abril de 1935) foi um engenheiro civil alemão.
Zimmermann trabalhou inicialmente como marinheiro em diversos navios mercantes, viajando assim até a África e Ásia Meridional. Esta fase de sua vida foi concluída em 1869, quando ele obteve a patente de timoneiro em Hamburg.
Em seguida estudou engenharia civil na Universidade de Karlsruhe. Nesta época começou a trabalhar em diversos escritórios de engenharia, dentre outros no escritório técnico da Deutsche Reichsbahn. A partir de 1878 começou a trabalhar como engenheiro civil, antes de obter um cargo de "presidente do conselho" do Ministério Prussiano das Obras Públicas, de 1891 a 1911. Em 1895 tornou-se membro da Academia Prussiana de Construção.
Em 1905 Zimmermann escalou com 60 anos de idade o Monte Branco.

## Obras selecionadas
- Cúpula giratória com acionamento mecânico do Observatório de Estrasburgo (1878)
- Estação Ferroviária de Estrasburgo (1878-1881)
- Cúpula do Palácio do Reichstag em Berlim (1888)

## Publicações selecionadas
- Die relative Bewegung sich berührender Rotationsflächen (1874)
- Die Berechnung des Eisenbahnoberbaus (1888)
- Über Raumfachwerke, neue Form und Berechnungsweise für Kuppeln und sonstige Dachbauten (1888)
- Die Lehre vom Knicken auf neuer Grundlage (1931)